# Villar de Gallimazo
Villar de Gallimazo es un municipio y localidad española de la provincia de Salamanca, en la comunidad autónoma de Castilla y León. Se integra dentro de la comarca de la Tierra de Peñaranda. Pertenece al partido judicial de Peñaranda y a la Mancomunidad Margañán.
Su término municipal está formado por las localidades de Villar de Gallimazo y Pedrezuela de San Bricho, ocupa una superficie total de 44,28 km² y según los datos demográficos recogidos por el INE en el año 2017, cuenta con una población de 196 habitantes.

## Geografía

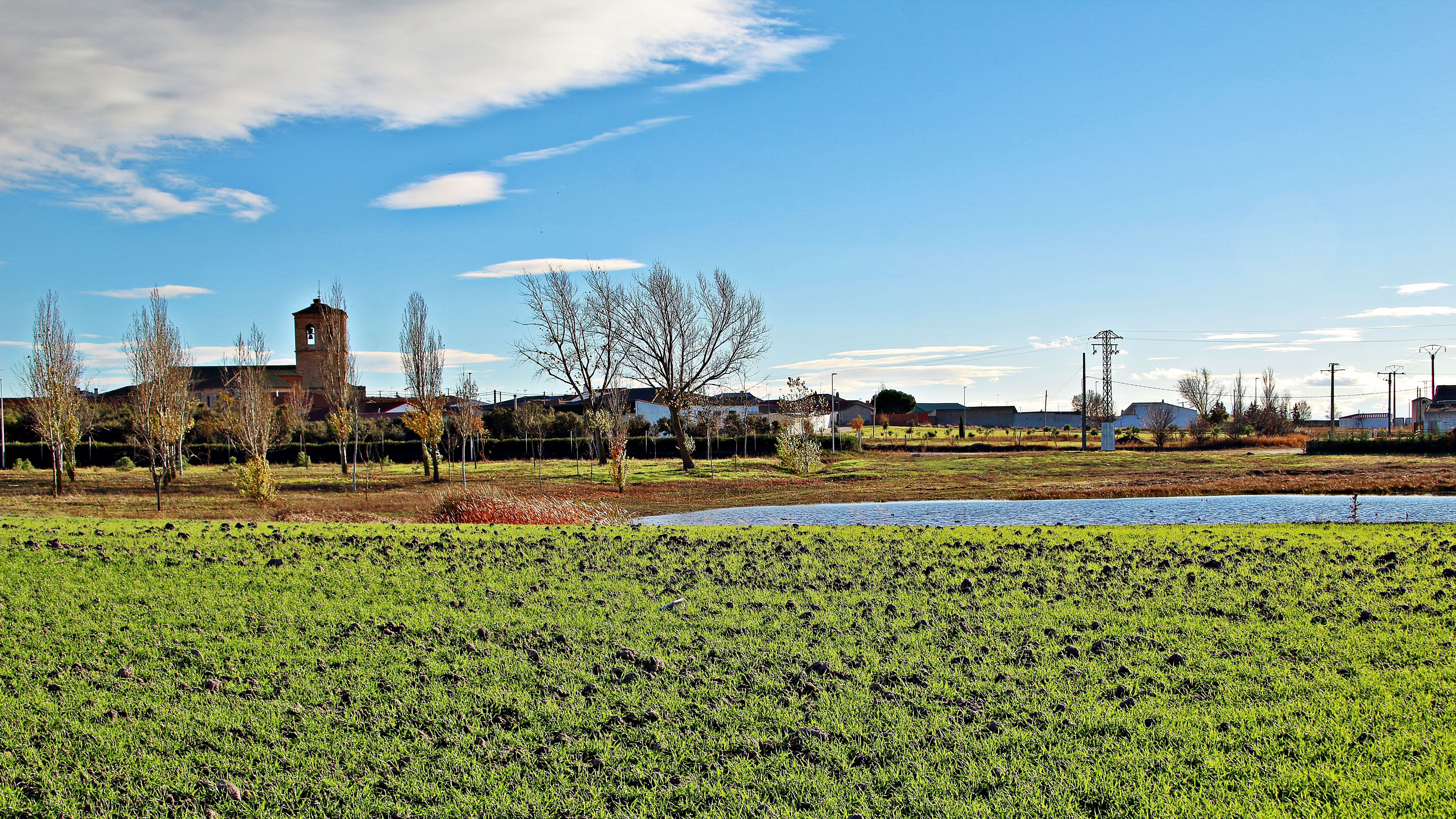
Humedal de Pozo Airón

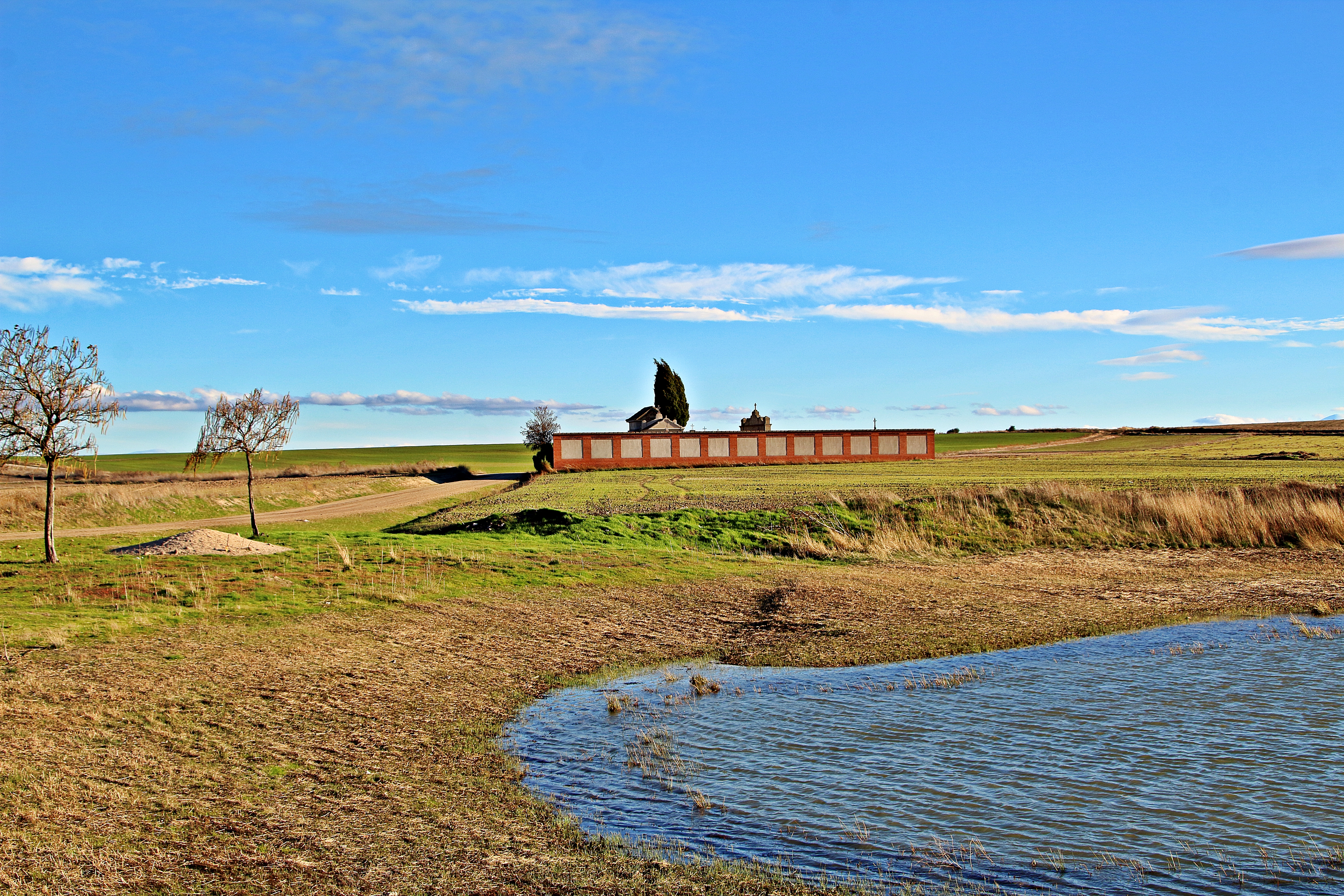
Cementerio y humedal

Es un pueblo de la comarca de la Tierra de Peñaranda, en 2018 contaba con 201 habitantes. Situado a 35 kilómetros de Salamanca, dispone de buenas comunicaciones gracias a la reciente apertura de la autovía A-50, que une Salamanca con Ávila y Madrid y pasa muy cerca del casco urbano. 
A cargo de su alcaldía también se encuentra la pedanía de Pedrezuela de San Bricio (comúnmente conocida como Pedraza) que se halla a escasos 3 kilómetros de Villar de Gallimazo  
Junto a esta pedanía se encuentra el azud de Riolobos que constituye una de las mayores reservas de aves migratorias de la provincia de Salamanca. También cabe destacar las Huertas del Río, situadas a 4 kilómetros del pueblo en la orilla del río Almar zona del pueblo donde había numerosas huertas y prados donde pastaba el ganado, con sus respectivas construcciones. 
Cuenta con el honorable título impuesto de "Municipio Europeo".
Su actividad económica es esencialmente agrícola y ganadera. Destaca el cultivo de cereal y la industria porcina.

## Historia
El término villar significa redondo, aludiendo a territorios o conjuntos pertenecientes a un mismo señor. Todo apunta a que el primer núcleo de población fue romano, aunque no hay restos arqueológicos que lo prueben. Bárbaros y árabes también pasaron por estas tierras. Las primeras noticias del Villar comienzan con la reconquista cristiana y su repoblación por orden de los reyes de León. Las fuentes hablan del primer proceso de repoblación de este pueblo por gentes de las montañas de León y moriscos, pasando a formar parte del Reino de León desde entonces, siendo atacado en 1180 por los ejércitos castellanos de Alfonso VIII, que tomaron la localidad, recuperada tres años más tarde por Fernando II de León en el Tratado de Fresno-Lavandera.
Entre los privilegios concedidos por los Señores Reyes a la ciudad de Salamanca, que existían en 1753 en el Archivo Municipal de Salamanca, en el número 3, dice Benavides Checa, consta lo siguiente: "Un privilegio del santo Rey Don Fernando III ( a. 1217–1252), escrito en pergamino, dado en Burgos, día 3 – VIII – 1220, por el que se concede a Doña Beatriz Alfonso su prima hermana, hija del Infante Don Juan, su tío, la merced de que el lugar de Villar de Gallimazo, que le había dado, pudiese tener 100 pobladores, libre de todo pecho, para que de este modo se poblase mejor".
De esta forma el Villar comienza a tener entidad propia con determinados privilegios, que confirmará el rey Don Fernando IV, "escrito en pergamino y con sello por el que confirma la compra de Villar de Gallimazo, dado en Salamanca y Peñaranda a 15 de octubre de 1229, en el segundo de los tres viajes que hizo el rey a la ciudad.
En el siglo XVIII fue villa de realengo, hasta la abolición de los mismos en el siglo XIX. Con la creación de las actuales provincias en 1833, Villar de Gallimazo pasó a pertenecer a la provincia de Salamanca y la Región Leonesa, integrándose en el partido judicial de Peñaranda de Bracamonte.
Posteriormente, en las primeras décadas del siglo XX la localidad experimentó un notable avance gracias a la llegada del ferrocarril a través de la línea férrea Salamanca-Ávila. A pesar del paso de los años sigue dando un mínimo servicio a los habitantes puesto que el tren regional que para en todos los pueblos, hace su parada en el Villar dos veces al día.

## Demografía

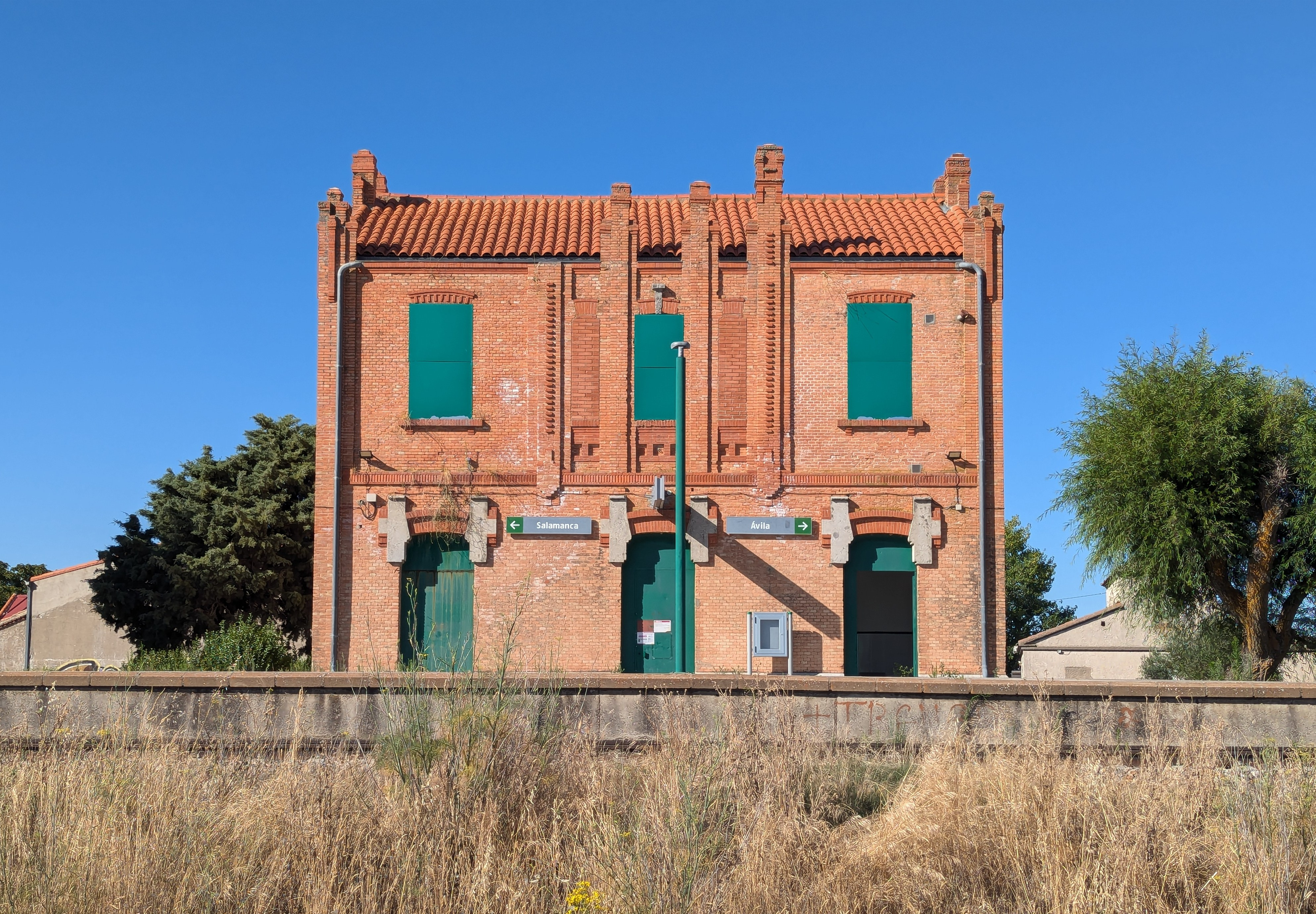
Estación de ferrocarril

Cuenta con una población de 198 habitantes (INE 2024).
| Gráfica de evolución demográfica de Villar de Gallimazo entre 1842 y 2021                                             |
| |
| Población de derecho según los censos de población del INE. Población de hecho según los censos de población del INE. |

### Núcleos de población
El municipio se divide en dos núcleos de población, que poseían la siguiente población en 2020 según el INE.
| Núcleo de población      | Población |
| ------------------------ | --------- |
| Villar de Gallimazo      | 202       |
| Pedrezuela de San Bricio | 2         |

## Administración y política

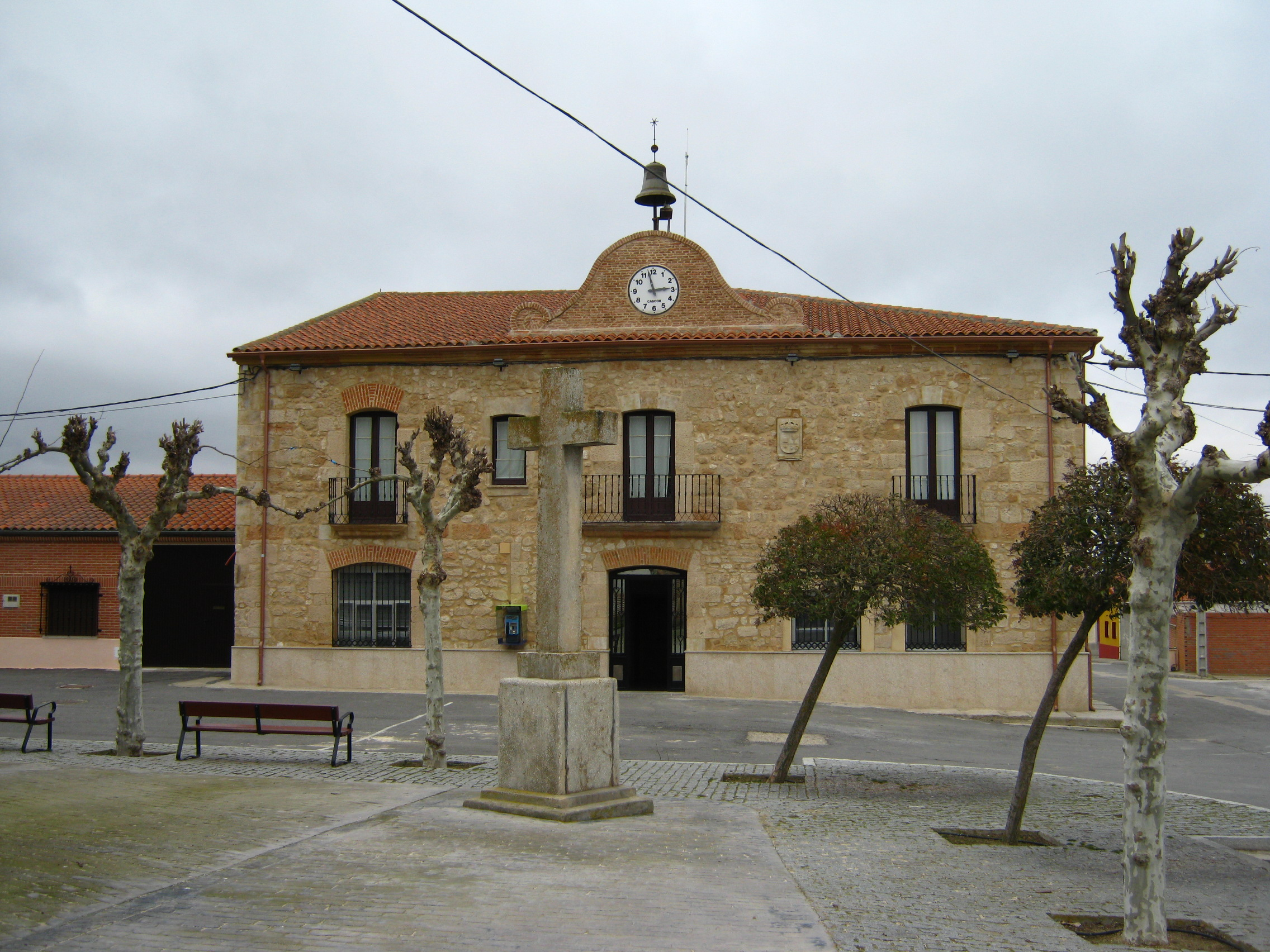
Casa consistorial

| Partido político                         | 2019  | 2019  | 2019       | 2015  | 2015  | 2015       | 2011  | 2011  | 2011       | 2007  | 2007  | 2007       | 2003  | 2003  | 2003       |
| Partido político                         | %     | Votos | Concejales | %     | Votos | Concejales | %     | Votos | Concejales | %     | Votos | Concejales | %     | Votos | Concejales |
| Partido Popular (PP)                     | 46,51 | 60    | 3          | 67,46 | 85    | 5          | 62,79 | 81    | 5          | 45,52 | 61    | 3          | 52,82 | 75    | 4          |
| Ciudadanos (Cs)                          | 27,91 | 36    | 2          | —     | —     | —          | —     | —     | —          | —     | —     | —          | —     | —     | —          |
| Partido Socialista Obrero Español (PSOE) | 11,63 | 15    | 0          | 6,35  | 8     | 0          | 7,75  | 10    | 0          | 43,28 | 58    | 2          | 40,85 | 58    | 1          |
| Coalición SI por Salamanca (SI)          | —     | —     | —          | —     | —     | —          | 33,33 | 43    | 0          | —     | —     | —          | —     | —     | —          |

## Cultura

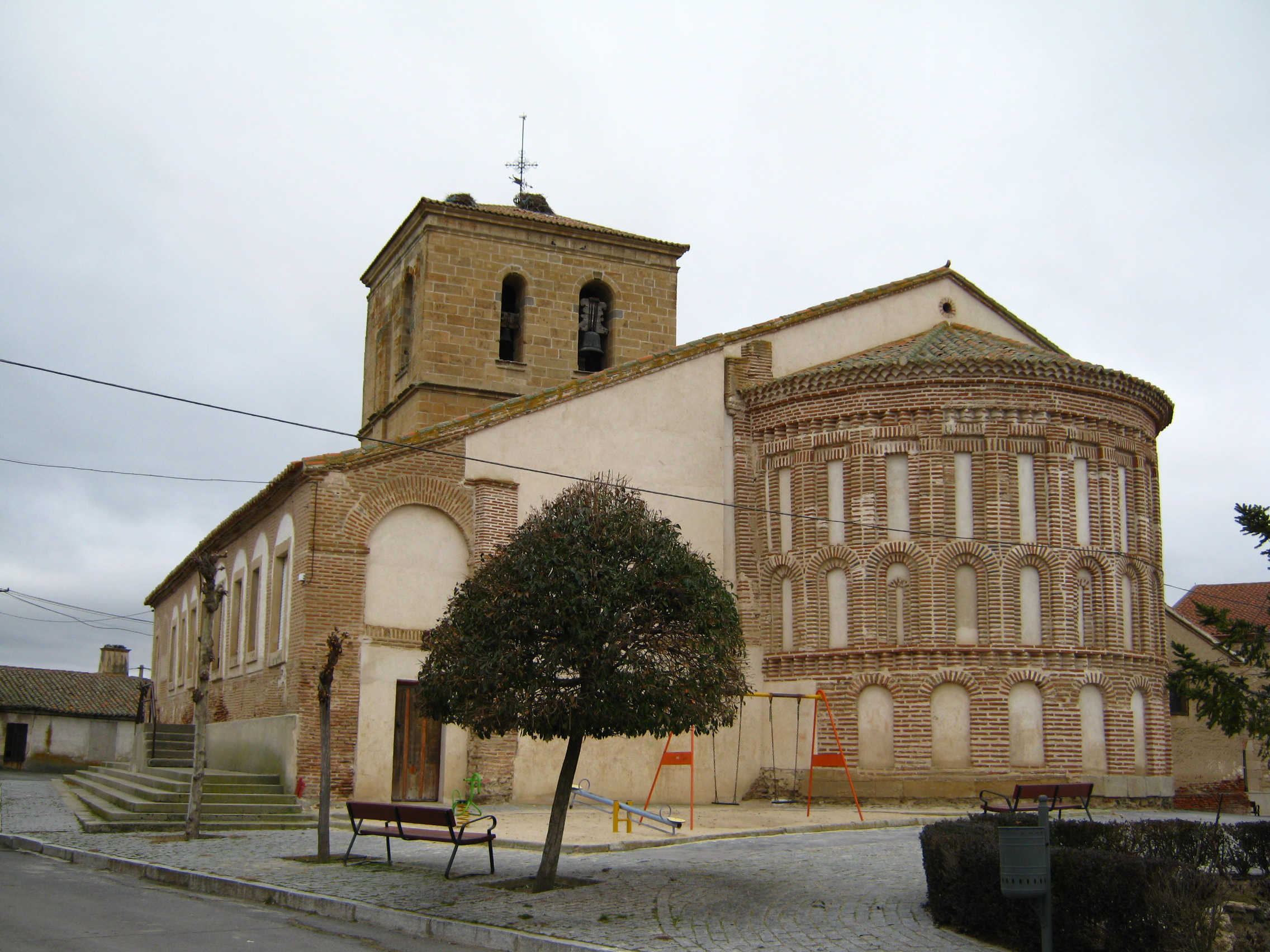
Iglesia de San Pedro ad Víncula

La iglesia del Villar está dedicada a San Pedro ad Víncula y San Felipe, edificada en el centro de una gran plaza, junto a un parque municipal y la casa Consistorial, que alberga varios servicios municipales. Construida en ladrillo, destaca su gran ábside románico-mudéjar característico de algunas iglesias de la zona. En la actualidad, consta de dos naves, pero originalmente solo había una que remataba en un ábside semicircular. A los pies se halla la torre, construida en sillería de tres cuerpos y seis vanos que acogen las campanas. Actualmente es el centro de la vida social y religiosa del pueblo, ya que no se conservan las ermitas dedicadas a San Juan y a la Vera Cruz. Del interior del templo cabe destacar una pequeña cruz procesional de madera adornada con óvalos y palmeras que data del siglo XIV. El retablo mayor es muy sencillo de tipo tetrástilo que sustituyó a otro del siglo XVII.

### Patrimonio inmaterial
San Pedro ad Vincula se celebra el 1 de agosto. Actualmente son las fiestas grandes del pueblo. Suelen durar 5 días en los cuales la gente se viste de fiesta para acudir a los numerosos eventos que se celebran en el pueblo, como verbenas, misas, campeonatos de deportes, exhibiciones etc. Cabe destacar la tradición de comer las 12 uvas de la suerte frente al reloj del Ayuntamiento el día de la víspera.
Las fiestas del Santísimo Cristo de la Custodia se celebran el Lunes de Pentecostés. Cabe destacar las tradicionales vísperas, la procesión del Santo Cristo, los bailes regionales a toque de dulzaina y las verbenas. Es una fiesta de gran fervor religioso.
También celebran las festividades de Corpus Christi, Santa Águeda y los quintos.